# Helius (Rhampholimnobia) subreticulatus
Helius (Rhampholimnobia) subreticulatus is een tweevleugelige uit de familie steltmuggen (Limoniidae). De soort komt voor in het Australaziatisch gebied.